# Microtis graniticola
Microtis graniticola är en orkidéart som beskrevs av Robert J. Bates. Microtis graniticola ingår i släktet Microtis och familjen orkidéer. Inga underarter finns listade i Catalogue of Life.